# 정민준 (2016년)
정민준(2016년 1월 4일 ~ )은 대한민국의 배우이다.

## 생애
2016년 1월 4일 서울특별시에서 출생한 그는 2017년 MBC 월화 특별기획 《역적 : 백성을 훔친 도적》을 통해 배우로 데뷔하였다.
대표 작품으로는 2021년 MBC 일일 드라마 《두 번째 남편》, 2022년 KBS 2TV 일일 드라마 《황금 가면》 등이 있다.

## 출연 작품

### 드라마
- 2017년 MBC 월화 특별기획 드라마 《역적 : 백성을 훔친 도적》
- 2019년 JTBC 금토 미니시리즈 《아름다운 세상》
- 2019년 SBS 드라마 스페셜 《닥터 탐정》
- 2020년 SBS 금토 미니시리즈 《하이에나》
- 2020년 tvN 주말 미니시리즈 《하이바이, 마마!》
- 2021년 tvN 월화 미니시리즈 《루카 : 더 비기닝》
- 2021년 tvN 수목 미니시리즈 《마우스》
- 2023년 SBS 월화 미니시리즈 《홍천기》 ... 하중 역
- 2021년 tvN 주말 미니시리즈 《마인 : MINE》 ... 어린 한하준 역 (정현준 아역)
- 2021년 SBS 월화 미니시리즈 《홍천기》 ... 하중 역
- 2021년 ~ 2022년 MBC 저녁 일일연속극 《두 번째 남편》 ... 문새벽 / 문태양 역
- 2022년 SBS 금토 미니시리즈 《법쩐》 ... 어린 장태춘 역 (강유석 아역)
- 2022년 SBS 금토 미니시리즈 《천원짜리 변호사》 ... 사준 역
- 2022년 KBS2 일일연속극 《황금가면》 ... 홍서준 / 강서준 역
- 2023년 tvN 수목 미니시리즈 《스틸러 : 일곱 개의 조선통보》 ... 안연석 역
- 2023년 ~ 2024년 KBS1 일일연속극 《우당탕탕 패밀리》 ... 신가람 역
- 2024년 JTBC 수목 미니시리즈 《끝내주는 해결사》 ... 노서윤 역
- 2024년 KBS2 주말연속극 《미녀와 순정남》 ... 어린 박도준 역 (이상준 아역)
- 2024년 MBC 저녁일일드라마 《용감무쌍 용수정》... 어린 주우진 역 (권화운 아역)
- 2024년 JTBC 토일 미니시리즈 《정숙한 세일즈》 ... 장동우 역
- 2024년 SBS 금토드라마 《열혈사제 Part Ⅱ》 ... 어린 이상연 역 (문우진 아역)
- 2025년 EBS 1TV 어린이 드라마 《지구 영웅 번개맨》 ... 차도영 역

### 방송
- 2023년 KBS1 특집프로그램 《당신의 KBS 우리의 50년》 (출연)

### 영화
| 연도 | 제목            | 역할                      | 감독   | 비고 |
| ---- | --------------- | ------------------------- | ------ | ---- |
| 2021 | 《세자매》      | 어린 진섭 (김성민 아역)   | 이승원 |      |
| 2022 | 《20세기 소녀》 | 어린 풍준호 (옹성우 아역) | 방우리 |      |
| 2023 | 《승부》        |                           | 김형주 |      |

## 수상
- 2022년 KBS 연기대상 청소년 연기상